# Joaquín Edwards Bello
Joaquín Edwards Bello (n. 10 mai 1887 – d. 19 februarie 1968) a fost un scriitor și jurnalist chilian.
Romanele sale au ca subiect mediul suburban și înfățișează tablouri crude sau situații sentimentale îndrăznețe.

## Opera
- 1910: Inutilul ("El inútil");
- 1912: Monstrul ("El monstruo");
- 1918: Leagănul lui Esmeraldo ("La cuna de Esmeraldo");
- 1920: Zdrențărosul ("El roto");
- 1928: Chilianul la Madrid ("El chileno en Madrid");
- 1931: Valparaiso, orașul vântului ("Valparaíso, la ciudad del viento");
- 1935: Naționalismul continental ("El nacionalismo continental");
- 1964: Cronici ("Crónicas").